# Файзи Истиклол
Файзи Истиклол (тадж. Файзи Истиқлол) — село в Кушониёнском районе Хатлонской области Республики Таджикистан. Подчинен администрации джамоата посёлка Бохтариён.
Находится на расстоянии 18 км от райцентра (пгт. им. Исмоила Сомони) и 6 км от посёлка Бохтариён.
Население — 4291 чел. (2017).